# Gericht Gründau
Das Gericht Gründau war ein Centgericht, dessen Gerichtstage bei der Bergkirche Niedergründau auf dem Schieferberg in der Gemarkung von Niedergründau, Ortsteil von Gründau, im südhessischen Main-Kinzig-Kreis stattfanden. 

## Geschichte
Ein Zentgraf wurde bereits 1248, das Gericht selbst im Jahre 1260 erstmals schriftlich erwähnt (in iudicio Grindaha) und umfasste damals die Zent „Grindaha“ mit den Dörfern Mittel-Gründau, Niedergründau, Rothenbergen, Lieblos und Roth und die Wüstungen Meidengesäß und Rodenborn. Die Zent mit dem Gericht gehörte dem Heiligen Römischen Reich und war Zubehör der Reichsburg Gelnhausen. 
Vermutlich verpfändete bereits König Rudolf I. die Zent an Gerlach von Breuberg († 1306), als er diesen 1282 zum Landvogt in der Wetterau berief und ihm allerlei Reichsgut in der Wetterau verpfändete, und daraus wurde schon bald ein Reichspfandlehen der Breuberger. 1317 war es zu fünf Sechsteln Reichspfandlehen von Gerlachs Sohn Eberhard III. von Breuberg, Landvogt in der Wetterau, und zu einem Sechstel das seines Onkels Arrois von Breuberg. Nach Eberhards Tod 1323 erbte seine Tochter Lukardis, verheiratet mit Gottfried V. von Eppstein, seinen Teil der Zent Gründau, und Arrois’ Tochter Kunitza (Kunigunde), verheiratet mit Konrad VI. von Trimberg, erbte das Arroissche Sechstel. Konrad VI. von Trimberg verkaufte dieses Sechstel 1358 an Lukardis von Eppstein, geb. Breuberg, und deren Ehemann, so dass die gesamte Zent Gründau eppsteinisch wurde. Bereits 1369 versetzten die Eppsteiner sie an Ulrich IV. von Hanau, aber 1424 löste Eberhard II. von Eppstein sie wieder ein und tauschte sie mit Diether I. von Isenburg zu Büdingen gegen die Dörfer Ober-Erlenbach und Ober-Wöllstadt. Kaiser Sigismund verweigerte zunächst seine Einwilligung, da Gründau ein Pfandbesitz und kein Lehnsbesitz war und zur Pfalz Gelnhausen gehörte. Erst 1436 stimmte er zu, wahrscheinlich da ihm das Geld zur Pfandeinlösung fehlte. Die Zent Gründau blieb bis 1816 isenburgisch. Bei der „ersten Hauptteilung“ des Geschlechts 1511/17 kam sie an die Isenburg-Ronneburg und als diese Linie 1601 erlosch, an die Linie Isenburg-Birstein. Bei der „zweiten Hauptteilung“ 1628/31 fiel sie an die Hauptlinie Isenburg-Büdingen, bei der „dritten Hauptteilung“ 1684 dann an Ysenburg-Büdingen und 1687 an den Zweig Ysenburg-Büdingen in Meerholz. Sie umfasste zu diesem Zeitpunkt die fünf Orte Gettenbach, Lieblos, Niedergründau, Roth und Rothenbergen sowie den (später zu Gettenbach gehörigen) Hühnerhof und den isenburg-meerholzischen Hof in Mittel-Gründau.
Bereits gegen Ende des 15. Jahrhunderts verlegte Graf Ludwig II. von Isenburg-Büdingen die Blutgerichtsbarkeit des Zentgerichts Gründau (Zentgraf und 12 Schöffen) und anderer isenburgischer Hochgerichte nach Büdingen; Kaiser Maximilian I. gab dazu seinen Konsens für die reichslehnbaren Zentgerichte Gründau, Selbold, Wolferborn und Büdingen.
Die Dörfer dieser Zent waren um diese Zeit: Nieder-Gründau, das Isenburgisch-Meerholzische Hofgut in Mittel-Gründau, Lieblos, Rothenbergen, Roth, Gettenbach, Haitz, Meidengesäß und Rodenborn.
1806 trat das Fürstentum Isenburg-Birstein dem Rheinbund bei und vereinnahmte gleichzeitig alle isenburgische Lande, also auch die isenburgischen Grafschaften Büdingen, Wächtersbach und Meerholz – und somit auch das Gericht Gründau (gelegentlich auch als „Gericht Lieblos“ bezeichnet). Nach der faktischen Auflösung des Rheinbunds war das Fürstentum zunächst besetztes Feindesland und wurde am 6. Oktober 1813 dem Generalgouvernement Frankfurt zur Verwaltung übergeben. Auf Beschluss des Wiener Kongresses kam es am 8. Juni 1815 an Österreich, und von diesem kam es Mitte 1816 zum Teil zu Hessen-Darmstadt und zum Teil zu Kurhessen. Das Gericht Gründau gelangte dabei zu Kurhessen. Bei der kurhessischen Verwaltungsreform wurde der Kreis Gelnhausen gebildet, in dem das bisherige Gericht Gründau aufging.